# Носово (Ленинградская область)
Носово — деревня в Борском сельском поселении Бокситогорского района Ленинградской области.

## История
Деревня Носова упоминается на специальной карте западной части России Ф. Ф. Шуберта 1844 года.

НОСОВО — деревня Носовского общества, прихода Колбицкого погоста. 

Крестьянских дворов — 20. Строений — 58, в том числе жилых — 30. 

Число жителей по семейным спискам 1879 г.: 51 м. п., 42 ж. п.; по приходским сведениям 1879 г.: 51 м. п., 42 ж. п.

В конце XIX — начале XX века деревня административно относилась к Большегорской волости 3-го земского участка 1-го стана Тихвинского уезда Новгородской губернии.
В начале XX века близ деревни находился жальник.

НОСОВО — деревня Носовского общества, дворов — 21, жилых домов — 39, число жителей: 68 м. п., 63 ж. п.
 
Занятия жителей — земледелие, лесные промыслы. Боровичско-Тихвинский тракт. Речка Воложба. Часовня, мелочная лавка, кузница. (1910 год)

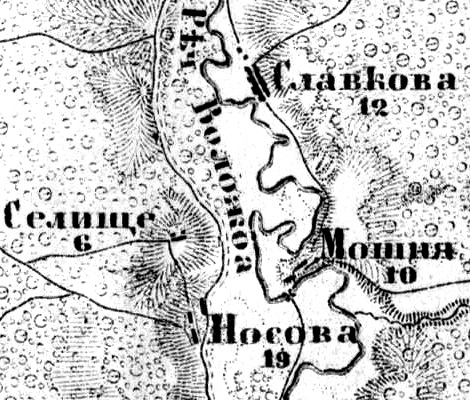
Деревня Носово на карте 1913 года

Согласно карте Новгородской губернии 1913 года, деревня называлась Носова и насчитывала 19 крестьянских дворов.
С 1917 по 1918 год деревня входила в состав Большегорской волости Тихвинского уезда Новгородской губернии.
С 1918 года, в составе Череповецкой губернии.
С 1927 года, в составе Колбекского сельсовета Тихвинского района.
С 1928 года, в составе Большегорского сельсовета.
По данным 1933 года деревня Носово входила в состав Больше-Горского сельсовета Тихвинского района.
С 1952 года, в составе Бокситогорского района.
С 1963 года, вновь в составе Тихвинского района.
С 1965 года вновь в составе Бокситогорского района. В 1965 году население деревни составляло 92 человека.
По данным 1966 года деревня Носово также входила в состав Большегорского сельсовета.
По данным 1973 и 1990 годов деревня Носово входила в состав Борского сельсовета.
В 1997 году в деревне Носово Борской волости проживали 7 человек, в 2002 году — 6 человек (все русские).
В 2007 году в деревне Носово Борского СП проживали 3 человека, в 2010 году — 8.

## География
Деревня расположена в юго-западной части района на автодороге 41К-031 (Дыми — Бочево).
Расстояние до административного центра поселения — 13 км.
Расстояние до районного центра — 14 км. 
Деревня находится на левом берегу реки Воложба.

## Демография
| 1997 | 2002 | 2007 | 2010 | 2013 | 2014 | 2017 |
| ---- | ---- | ---- | ---- | ---- | ---- | ---- |
| 7    | ↘6   | ↘3   | ↗8   | ↗12  | ↗13  | →13  |

## Инфраструктура
На 2017 год в деревне было зарегистрировано 6 домохозяйств.